# Ponto de função
Ponto de função foi definido em 1977 por Allan Albrecht na IBM, e é uma unidade de medida de software reconhecida pela ISO/IEC 20926 para estimar o tamanho de um sistema de informação baseando-se na funcionalidade percebida pelo usuário do sistema, independentemente da tecnologia usada para implementá-lo.
O método para medir o tamanho de um sistema de informação e expressá-lo em um número de pontos de função é chamado de Análise de Pontos de Função (APF). O método é mantido atualizado por grupos de usuários da APF que cooperam internacionalmente, como a NESMA (Netherlands Software Metrics users Association) e o IFPUG. No Brasil o IFPUG é representado pelo BFPUG - Brazilian Function Point Users Group (http://www.bfpug.com.br).

## Problemas
Pontos de Função (e outras medidas funcionais de tamanho) sozinhos não fazem um programa de medida acontecer! Como medida de tamanho de software (semelhante a metros quadrados na construção civil), Pontos de Função apenas não são suficientes para compor um programa de medição de software. Pontos de Função medem o tamanho funcional do software, nem mais nem menos que isso.